# 永始 (桓玄)
永始（初作建始；403年十二月—404年五月）是東晋晋安帝时桓玄篡立的年号，共计2年。
胡三省注《资治通鉴》：元兴元年“桓玄寻改曰大亨。玄篡，又改曰永始。”
根据《晋书》记载，桓玄最初改元“建始”，因为和赵王伦同，改为永始。

## 纪年
| 永始 | 元年  | 二年  |
| ---- | ----- | ----- |
| 公元 | 403年 | 404年 |
| 干支 | 癸卯  | 甲辰  |

## 同期存在的其他政权年号
- 中國
  - 元兴（402年－404年）：東晉政權——晋安帝司马德宗的年号
  - 弘始（399年－416年）：后秦政权——姚兴年号
  - 光始（401年－406年）：后燕政权——慕容熙年号
  - 弘昌（402年－404年）：南凉政权——秃发傉檀年号
  - 建平（400年－405年）：南燕政权——慕容德年号
  - 庚子（400年－404年）：西凉政权——李暠年号
  - 永安（401年－412年）：北凉政权——沮渠蒙逊年号
  - 天兴（398年－404年）：北魏政权——拓跋珪年号

## 参看
- 中國年號索引
- 其他时期使用的永始年号